# Соколов, Борис Иннокентьевич
Соколов Борис Иннокентьевич (род. 19 октября 1953, Улан-Удэ) — советский военнослужащий, участник боевых действий в республике Афганистан, Герой Советского Союза, оперуполномоченный Особого отдела КГБ СССР по 108-й мотострелковой дивизии 40-й армии Туркестанского военного округа (Ограниченный контингент советских войск в Демократической Республике Афганистан), Капитан.

## Биография
Родился 19 октября 1953 года в Улан-Удэ в семье служащего. Русский. Член КПСС с 1977 года. Окончил 10 классов, Иркутский авиационный техникум. Работал на машиностроительном заводе.
В Советской Армии с мая 1973 года — призван на срочную службу в Забайкальский военный округ. Из войск поступил в военное училище. В 1979 году окончил Казанское высшее военно-инженерное училище. Служил в воинской части ракетных войск и артиллерии Ленинградского военного округа.
С августа 1981 года — в органах КГБ СССР. Окончил Высшие курсы военной контрразведки КГБ СССР в Новосибирске в 1982 году. Служил в Особых отделах КГБ в частях Ленинградского военного округа.
С декабря 1983 года в течение двух с половиной лет Борис Соколов проходил службу в составе ограниченного контингента советских войск в Демократической Республике Афганистан в качестве оперуполномоченного Особого отдела КГБ по 108-й мотострелковой дивизии. Принимал участие в 64 войсковых операциях общей продолжительностью 269 суток. В боях был дважды контужен и получил осколочное ранение. Оставался в Афганистане до конца срока командировки даже после присвоения звания Героя, отказавшись от права досрочно уехать в Союз.

## Герой Советского Союза
Указом Президиума Верховного Совета от 10 декабря 1985 года «За мужество и героизм, проявленные при оказании интернациональной помощи Демократической Республике Афганистан капитану Соколову Борису Иннокентьевичу присвоено звание Героя Советского Союза с вручением ордена Ленина и медали „Золотая Звезда“ (№ 11536).»
Из представления капитана Соколова Бориса Иннокентьевича к званию Героя Советского Союза:
«Принял участие в 64 операциях общей продолжительностью 269 суток. В ходе операций проявил смелость, отвагу и мужество. В сложной боевой обстановке действовал уверенно, принимал грамотные решения, не раз обеспечивал успешное выполнение подразделением боевых задач»
В 1986—1991 годах проходил службу в особом отделе Комитета государственной безопасности СССР по Московскому военному округу. С 1992 года служил в органах военной контрразведки Министерства безопасности и ФСК России, затем в Управлении экономической контрразведки — Департаменте экономической безопасности Федеральной службы безопасности Российской Федерации. Возглавлял представительство ФСБ России в одном из зарубежных государств.
Являлся заместителем руководителя Гохрана России. Затем был старшим советником посольства РФ в США.

## Награды
- Медаль «Золотая Звезда»
- Орден Ленина
- Орден Красной Звезды
- Медали.